# Elezioni regionali in Umbria del 2015
Le elezioni regionali italiane del 2015 in Umbria si sono tenute il 31 maggio, contestualmente alle altre 6 regioni chiamate al voto.
La presidente uscente, Catiuscia Marini esponente del Partito Democratico appoggiato da una coalizione di Centro-sinistra, è stata riconfermata alla guida della regione con il 42,78% dei consensi. Lo sfidante di Centro-destra, Claudio Ricci, ex sindaco di Assisi dal 2006 al 2015, è stato sconfitto, raccogliendo il 39,27% dei consensi, seguito dal candidato del Movimento 5 Stelle Andrea Liberati, terzo col 14,30%. L'affluenza in Umbria si è attestata al 55,42%, in calo del 9,96% cento rispetto alle regionali del 2010, risultando così la più bassa nella storia della regione dal 1970.

## Candidati alla presidenza
I candidati alla presidenza, con le rispettive liste a sostegno - così come depositate in Corte d'Appello alla scadenza di legge delle ore 12 del 2 maggio sono (in ordine alfabetico):
- Amato John De Paulis, sostenuto da Alternativa Riformista;
- Simone Di Stefano, sostenuto da Sovranità - Prima gli Italiani;
- Aurelio Fabiani, sostenuto da Casa rossa;
- Andrea Liberati, sostenuto dal Movimento 5 Stelle;
- Fulvio Carlo Maiorca, sostenuto da Forza Nuova;
- Catiuscia Marini, presidente della Giunta regionale uscente, sostenuta da Partito Democratico, Umbria più Uguale-Sinistra Ecologia Libertà-La Sinistra per l'Umbria, Iniziativa per l'Umbria Civica e Popolare e Socialisti riformisti territori per l'Umbria;
- Claudio Ricci, sindaco di Assisi, sostenuto da Forza Italia, Lega Nord, Fratelli d'Italia - Alleanza Nazionale, Per l'Umbria Popolare con Ricci, Ricci Presidente e Cambiare in Umbria;
- Michele Vecchietti, sostenuto da L'Umbria per un'Altra Europa.

## Sistema di voto
Le elezioni regionali del 2015, si sono tenute con il sistema introdotto dalla Legge regionale 4 gennaio 2010 , n. 2,  concernente «Norme per l’elezione del Consiglio regionale e del Presidente della Giunta regionale»
- Il Presidente della Giunta regionale, ai sensi dell'articolo 63 dello Statuto regionale , è eletto a suffragio universale e diretto, contestualmente con il rinnovo del Consiglio regionale e a turno unico.
- È proclamato eletto Presidente della Giunta regionale il candidato alla presidenza che ha conseguito il maggior numero di voti validi in ambito regionale.
- L'Assemblea legislativa, ai sensi dell'articolo 42 dello Statuto regionale , è composta da venti membri, oltre al Presidente della Giunta regionale. L'Assemblea legislativa è eletta contestualmente al Presidente della Giunta regionale, a suffragio universale e diretto, sulla base di liste regionali concorrenti e di coalizioni regionali concorrenti, ognuna collegata con un candidato alla carica di Presidente della Giunta regionale.

## Affluenza
L'affluenza definitiva alle ore 23 è stata pari al 55,43%, per un totale di 391.210 votanti su 705.819 cittadini elettori.
| Provincia | Affluenza |
| --------- | --------- |
| Umbria    | 55,43%    |
| Perugia   | 56,31%    |
| Terni     | 52,92%    |

## Risultati elettorali
|                                                                          | Catiuscia Marini ✔️ Presidente | 159 869              | 42,78 | Partito Democratico                           | 125 777 | 35,76 | 11 |  |  |
| Socialisti e riformisti - Territori per l'Umbria                         | Catiuscia Marini ✔️ Presidente | 159 869              | 42,78 | 12 200                                        | 3,47    | 1     |    |  |  |
| Umbria più Uguale - Sinistra Ecologia Libertà - La Sinistra per l'Umbria | Catiuscia Marini ✔️ Presidente | 159 869              | 42,78 | 9 010                                         | 2,56    | –     |    |  |  |
| Civica Popolare                                                          | Catiuscia Marini ✔️ Presidente | 159 869              | 42,78 | 5 172                                         | 1,47    | –     |    |  |  |
|                                                                          | Claudio Ricci                  | 146 752              | 39,27 | Lega Nord                                     | 49 203  | 13,99 | 2  |  |  |
| Forza Italia                                                             | Claudio Ricci                  | 146 752              | 39,27 | 30 017                                        | 8,53    | 1     |    |  |  |
| Fratelli d'Italia - Alleanza Nazionale                                   | Claudio Ricci                  | 146 752              | 39,27 | 21 931                                        | 6,24    | 1     |    |  |  |
| Ricci Presidente                                                         | Claudio Ricci                  | 146 752              | 39,27 | 15 784                                        | 4,49    | 1     |    |  |  |
| Cambiare in Umbria                                                       | Claudio Ricci                  | 146 752              | 39,27 | 9 374                                         | 2,67    | –     |    |  |  |
| Per l'Umbria Popolare con Ricci                                          | Claudio Ricci                  | 146 752              | 39,27 | 9 285                                         | 2,64    | –     |    |  |  |
| Seggio di coalizione                                                     | Seggio di coalizione           | Seggio di coalizione | 39,27 | 1                                             |         |       |    |  |  |
|                                                                          | Andrea Liberati                | 53 458               | 14,31 | Movimento 5 Stelle                            | 51 203  | 14,56 | 2  |  |  |
|                                                                          | Michele Vecchietti             | 5 858                | 1,57  | L'Umbria per un'Altra Europa                  | 5 561   | 1,58  | –  |  |  |
|                                                                          | Simone Di Stefano              | 2 457                | 0,66  | Sovranità - Prima gli Italiani                | 2 343   | 0,67  | –  |  |  |
|                                                                          | Amato John De Paulis           | 2 155                | 0,58  | Alternativa Riformista                        | 1 919   | 0,55  | –  |  |  |
|                                                                          | Aurelio Fabiani                | 1 820                | 0,49  | Casa Rossa - Partito Comunista dei Lavoratori | 1 662   | 0,47  | –  |  |  |
|                                                                          | Fulvio Carlo Maiorca           | 1 304                | 0,35  | Forza Nuova                                   | 1 255   | 0,36  | –  |  |  |
| Totale                                                                   | Totale                         | 373 673              | 100   |                                               | 351 696 | 100   | 20 |  |  |
|                                                                          |                                |                      |       |                                               |         |       |    |  |  |
| Schede bianche                                                           | Schede bianche                 | 5 139                | 1,31  |                                               |         |       |    |  |  |
| Schede nulle                                                             | Schede nulle                   | 12 399               | 3,17  |                                               |         |       |    |  |  |
| Votanti                                                                  | Votanti                        | 391 210              | 55,43 |                                               |         |       |    |  |  |
| Elettori                                                                 | Elettori                       | 705 819              |       |                                               |         |       |    |  |  |

## Consiglieri eletti
| Lista                     | Lista                                | Eletto                 |
| ------------------------- | ------------------------------------ | ---------------------- |
|                           | Centro-sinistra                      | Catiuscia Marini       |
|                           | Centro-destra                        | Claudio Ricci          |
|                           | Movimento 5 Stelle                   | Andrea Liberati        |
|                           | Partito Democratico                  | Donatella Porzi        |
| Luca Barberini            | Partito Democratico                  |                        |
| Fernanda Cecchini         | Partito Democratico                  |                        |
| Fabio Paparelli           | Partito Democratico                  |                        |
| Marco Vinicio Guasticchi  | Partito Democratico                  |                        |
| Attilio Solinas           | Partito Democratico                  |                        |
| Leonello Giacomo Leonelli | Partito Democratico                  |                        |
| Eros Brega                | Partito Democratico                  |                        |
| Gianfranco Chiacchieroni  | Partito Democratico                  |                        |
| Andrea Smacchi            | Partito Democratico                  |                        |
| Carla Casciari            | Partito Democratico                  |                        |
|                           | Lega Nord                            | Valerio Mancini        |
| Emanuele Fiorini          | Lega Nord                            |                        |
|                           | Movimento 5 Stelle                   | Maria Grazia Carbonari |
|                           | Forza Italia                         | Raffaele Nevi          |
|                           | Fratelli d'Italia-Alleanza Nazionale | Marco Squarta          |
|                           | Ricci Presidente                     | Sergio De Vincenzi     |
|                           | Socialisti Riformisti                | Silvano Rometti        |